# Rezerwat przyrody Rozsutec
Rezerwat przyrody „Rozsutec” – obszar ochrony ścisłej w Parku Narodowym Mała Fatra na Słowacji. Jest największym z kilkunastu takich obszarów w Małej Fatrze. Obejmuje masyw Wielkiego Rozsutca wraz z jego grzbietami Południowe Skały i Skalne Miasto oraz znajdującą się między nimi Kremenną dolinę, masyw Małego Rozsutca i system wąwozów Diery.
Podłoże zbudowane jest ze skał dolomitowo-wapiennych z różnorodnymi formami rzeźby terenowej; skały, urwiste ściany, wąwozy i skalne szczeliny, wodospady. Rośnie tutaj związana z wapiennym podłożem bogata flora roślin wapieniolubnych, a wśród nich rzadkie gatunki, w tym również endemity. Na północnych stokach Wielkiego Rozsutca las osiąga swój największy w całej Małej Fatrze zasięg pionowy i obserwować można tutaj jego naturalną górną granicę.
Przez obszar rezerwatu „Rozsutec” prowadzi kilka znakowanych szlaków turystyki pieszej.